# آودر-آمستل
آودر-آمستل (به هلندی: Ouder-Amstel) یک شهرستان در هلند است که در هلند شمالی واقع شده‌است.

## خصوصیات
آودر-آمستل   −۱ متر بالاتر از سطح دریا واقع شده‌است.